# CAES
CAES (ang. Compressed Air Energy Storage) – magazynowanie energii za pomocą sprężonego powietrza, stosowane jako alternatywa dla elektrowni szczytowo-pompowych. 
Energia elektryczna o niskim koszcie, dostępna w nocy i w weekendy, wykorzystywana jest do sprężania powietrza do około 70 atmosfer w wielkich podziemnych jaskiniach (np. opuszczone kopalnie). W szczycie zapotrzebowania na energię elektryczną, powietrze jest pobierane z takiego magazynu i wykorzystywane do napędzania turbin. Problemem w tym rozwiązaniu są zmiany temperatury.

## Termodynamika procesu
Podczas kompresji powietrze się ogrzewa, a podczas dekompresji ochładza. Istnieją trzy podstawowe rozwiązania tego problemu
- proces adiabatyczny – w którym ciepło powstałe przy kompresji jest przechowywane i wykorzystywane przy dekompresji. Oznacza to, że zbiorniki do przechowywania powietrza muszą być izolowane termicznie, co znacznie podnosi koszty. Teoretycznie można odzyskać w ten sposób ponad 70% energii, ale dotychczas nie powstały instalacje wykorzystujące taki proces na dużą skalę.
- proces diabatyczny – w którym ciepło jest tracone, a w momencie rozprężania powietrze jest ogrzewane za pomocą innego źródła energii. Taki proces jest mało efektywny energetycznie (odzyskiwane jest do 30% energii), ale można zwiększyć jego efektywność do 70% wykorzystując ciepło odpadowe z tradycyjnej elektrowni. Istnieją duże instalacje wykorzystujące taki proces, przykładowo elektrownia McIntosh w USA, o mocy 710 MW[1].
- proces izotermiczny – w którym ciepło jest oddawane do otoczenia, a rozprężane powietrze pobiera ciepło z otoczenia. Taki proces może być równie efektywny co adiabatyczny i najprostszy w budowie, ale ze względu na konieczność pobierania ciepła z otoczenia nie może generować dużej mocy.

## Rozwiązania techniczne
W klasycznych rozwiązaniach opartych na procesie diabatycznym pobierane z magazynu powietrze jest wykorzystywane w klasycznej turbinie gazowej – ogrzewane w komorze spalania, a następnie wykorzystywane do napędu turbiny. Zgromadzenie sprężonego powietrza umożliwia eliminację w obiegu turbiny sprężarki powietrza wlotowego, która zużywa ok. 60% energii mechanicznej produkowanej przez turbinę. W ten sposób prawie cała energia mechaniczna turbiny jest używana do napędu generatora elektrycznego.

Występują także rozwiązania nie wymagające dostarczania dodatkowej energii cieplnej – zarówno oparte na ogrzaniu rozprężanego powietrza ciepłem otoczenia (proces izotermiczny), jak również wykorzystujące ciepło zakumulowane w trakcie ładowania magazynu energii (proces adiabatyczny).